# Jan Johannes van der Maas
Jan Johannes van der Maas (Wissenkerke, 24 november 1897 – 9 februari 1978) was een Nederlands politicus van de ARP. 
Hij werd geboren als zoon van Aart Anthonie van der Maas en Lena Verhulst. Hij was administrateur maar ook gemeenteraadslid en wethouder in zijn geboorteplaats voor hij daar in mei 1946 de burgemeester werd. Vanwege problemen met zijn gezondheid werd hem in maart 1954 ontslag verleend. Maas overleed in 1978 op 80-jarige leeftijd.